# Georg Oberauer

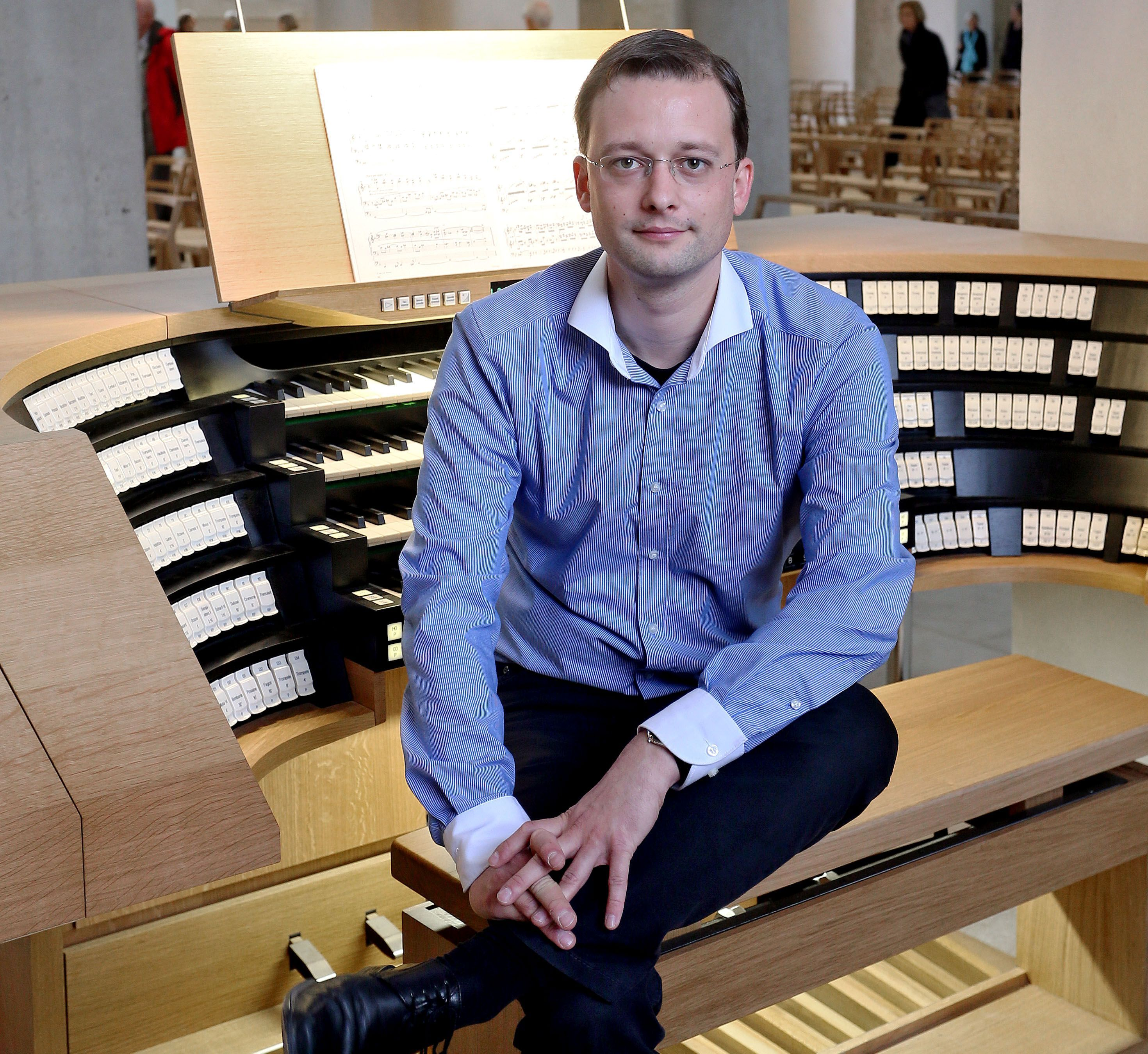
Georg Oberauer (2014)

Georg Oberauer (* 1984 in Hallein) ist österreichisch-deutscher Kirchenmusiker, Cembalist, Hochschuldozent und Konzertorganist.

## Leben

### Ausbildung
Georg Oberauer wuchs in Annaberg im Lammertal im Bundesland Salzburg auf. Neben dem Besuch der Bundeshandelsakademie studierte er ab dem 15. Lebensjahr als Jungstudent in der Orgelklasse von Elisabeth Ullmann an der Universität für Musik und Darstellende Kunst Mozarteum in Salzburg. 1998 erhielt er den 1. Preis beim Wettbewerb „Prima la Musica“ in Linz und den „Förderpreis für Kunst“ des Lions-Clubs „Pongau-Höch“.

### Studium
Er studierte an der Hochschule für Musik und Darstellende Kunst Stuttgart in den Studiengängen Master-Kirchenmusik-A, Diplom-Instrumentalpädagogik und Diplom-Künstlerische Ausbildung mit Hauptfach Orgel (u. a. Orgel bei Jon Laukvik und Martha Schuster, Improvisation bei Willibald Bezler und Johannes Mayr sowie Cembalo/historische Aufführungspraxis bei Jörg Halubek). Wichtige künstlerische Impulse erhielt er im Zweithauptfach Klavier von Péter Nagy (Budapest). Des Weiteren studierte er Musikwissenschaft an der Eberhard Karls Universität Tübingen.
Er war Stipendiat in der Musikerförderung der katholischen bischöflichen Begabtenförderung Cusanuswerk und empfohlener Student der Musikhochschule Stuttgart als ausgewählter Stipendiat des „Rotary-Clubs Ansbach“ im Rahmen der Bachwoche Ansbach 2007. Als Tutor unterrichtete er Klavier an der Musikhochschule Stuttgart sowie in Vertretung mehrmals eine Klavierklasse an einer städtischen Musikschule.
2008 war er Finalist beim „2. Franz-Schmidt-Orgelwettbewerb“ in Kitzbühel, erhielt er 2010 beim „Stuttgarter Preis für Klavierpädagogik“ den 2. Preis. Er wurde Semifinalist beim „60. Internationalen Musikwettbewerb der ARD 2011“ und erhielt den Sonderpreis des „Bärenreiter-Verlages“ für die Kategorie Orgel. 2013 war er Finalist beim „Concours International d’Orgue – Orgues sans frontières“ in Luxemburg.
Meisterkurse für Orgel und Improvisation bei Bernhard Haas, Peter Planyavsky, Luigi Ferdinando Tagliavini, Jürgen Essl, Pier Damiano Peretti, Jean Guillou und Michael Radulescu und für Klavier bei Karl-Heinz Kämmerling erweiterten seine Kenntnisse.

### Berufliche Tätigkeit
Er pflegt eine Konzerttätigkeit als Orgelsolist (u. a. Philharmonie Essen, Dom zu Köln, Bonner Münster, Stuttgarter Domkirche St. Eberhard, Stiftskirche Stuttgart, Dom St. Martin in Rottenburg), Klavierkorrepetitor und Continuospieler für Orgel und Cembalo in Deutschland, Österreich, Frankreich und Polen, darunter eine mehrmalige Zusammenarbeit mit dem Stuttgarter Staatsorchester. 2013 erfolgte für den SWR eine Rundfunkaufnahme des „Requiem op. 9“ von Maurice Duruflé in der Orgel-Solo-Fassung mit dem Kammerchor der Staatlichen Hochschule für Musik und Darstellende Kunst Stuttgart unter der Leitung von Denis Rouger.
Von 2014 bis 2016 war er als Dommusikassistent Hauptorganist der Hildesheimer Domkirche und Künstlerischer Leiter der Orgelkonzerte am Hohen Dom. 2015 erschien in Zusammenarbeit mit dem Tonträgerlabel „Ambiente“ die erste CD der neuen Hildesheimer Domorgeln („Die Orgeln im Mariendom zu Hildesheim – Georg Oberauer spielt Orgelwerke aus sechs Jahrhunderten“). Er ist Cembalist und Organist des Ensembles Musica viva Stuttgart. Seit 2023 ist er Domorganist am Dom St. Martin in Rottenburg und wurde damit der Nachfolger von Ruben J. Sturm.

### Pädagogische Tätigkeit
Seit dem Wintersemester 2016/2017 unterrichtet er Orgel-Literatur und Orgel-Improvisation als Dozent im Lehrauftrag an der Hochschule für Musik, Theater und Medien Hannover. Seit 2023 ist er an der Katholischen Hochschule für Kirchenmusik Rottenburg als Professor für Orgelliteraturspiel und Orgelimprovisation tätig.